# Jacques Eberhard
Jacques Eberhard (* 25. Mai 1919 in Le Havre, Département Seine-Inférieure; † 28. Juli 2009 in Montivilliers, Département Seine-Maritime) war ein französischer Politiker (FKP). Er war Bürgermeister der Stadt Gonfreville-l’Orcher, in der sich die größte Erdölraffinerie Frankreichs befindet, und Abgeordneter des Senats.

## Leben
Eberhard arbeitete als  Metallschlosser beim Flugzeughersteller Bréguet Aviation in Harfleur. In den dreißiger Jahren schloss sich Eberhard der Gewerkschaft CGT, dem Kommunistischen Jugendverband sowie der Französischen Kommunistischen Partei (FKP) an. 
Während des Zweiten Weltkrieges wurde er verhaftet, weil er sich geweigert hatte, den Service du travail obligatoire in Deutschland zu leisten. Er wurde in einem Gefängnis inhaftiert, aus dem er später fliehen konnte. Eberhard schloss sich nach seiner Flucht der Résistance an.
Jacques Eberhard wurde 1946 als jüngster Abgeordneter in den Gemeinderat der Stadt Gonfreville-l'Orcher gewählt. Von 1953 bis 1978 war er Bürgermeister von Gonfreville-l'Orcher. Von 1964 bis 1982 gehörte er für den Kanton Montivilliers dem Generalrat des Départements Seine-Maritime an. Von 1969 bis 1986 war er Abgeordneter des Senats. 
In seiner Zeit als Bürgermeister entwickelte sich Gonfreville-l'Orcher zu einer Industriestadt. Er setzte sich für den Bau moderner Wohnungen, neuer Schulen und Sportanlagen ein. Seit 1964 in Briefkontakt mit dem Teltower Bürgermeister Alfred Pape stehend, besuchte Eberhard 1966 Teltow, um einen Freundschaftsvertrag zwischen beiden Städten abzuschließen.

## Ehrungen
- Ehrenbürgermeister von Gonfreville-l’Orcher
- Ernennung zum Ritter der Ehrenlegion (2001)
- Nach Eberhard sind in Gonfreville-l’Orcher seit 2010 eine Straße (avenue Jacques Eberhard) und eine Grundschule benannt[2].